# Benedikte
Benedikte er den danske og norske feminine form af det ellers franske Benedict, som stammer fra sene latinske navn Benedictus, som betyder "den velsignede". Det kan også staves Benedicte, som så er den engelske udgave af Benedict.
Ifølge Danmarks Statistik er der omkring 1.200 kvinder eller piger med ét af de to varianter af navnet.
Navnene Benedikte eller Benedicte har i Danmark ikke nogen navnedag.

## Kendte personer med navnet

### Kongelige
- Prinsesse Benedikte – lillesøster til Dronning Margrethe af Danmark

### Øvrige
- Benedikte Balling – dansk tv-vært
- Benedikte Hansen – dansk skuespiller
- Benedikte Utzon – dansk designer